# Тремор
Тре́мор (от лат. tremor, «дрожание») — непроизвольные быстрые ритмичные колебательные движения частей тела или всего тела, вызванные мышечными сокращениями и связанные с временно́й задержкой корректирующих афферентных сигналов, в связи с чем реализация движения и сохранение позы происходит за счёт постоянной подстройки положения тела к какому-то среднему значению. При утомлении и сильных эмоциях, а также при патологии нервной системы тремор существенно усиливается. В частности, патологический тремор покоя наблюдается при болезни Паркинсона.
Тремором иногда называют также фиксационные движения глаз, обладающие высокой частотой и малой амплитудой, пальцев и кистей рук, головы.

## Феноменологическая классификация
1. Тремор покоя — возникает в мышцах, находящихся в состоянии относительного покоя.
2. Тремор действия (акционный тремор) — возникает при произвольном сокращении мышц.
  1. Постуральный (позный) тремор — возникает при удержании позы (например, тремор вытянутых рук).
  2. Кинетический тремор — возникает при движении.
    - Интенционный тремор (от лат. intentio — намерение) — возникает при приближении к цели (например, попытке попасть пальцем в нос).

## Этиопатогенетическая классификация
1. Физиологический и усиленный (акцентуированный) физиологический тремор.
2. Эссенциальный (семейный и спорадический).
3. Паркинсонический тремор при болезни Паркинсона и синдроме паркинсонизма.
4. Церебеллярный (мозжечковый).
5. «Рубральный» (среднемозговой).
6. Дистонический.
7. Нейропатический.
8. Психогенный.
9. Ятрогенный (лекарственный).

## Этиология
- Первичный (эссенциальный тремор).
- Вторичный — являющийся проявлением основного заболевания (тиреотоксикоза, гиперпаратиреоза, печёночной или почечной недостаточности, опухоли головного мозга, черепно-мозговой травмы, инсульта и т. д.), интоксикации или побочного действия лекарственных препаратов (например, нейролептиков[1], препаратов лития[2], противоэпилептических препаратов).
- Тремор при дегенеративных заболеваниях ЦНС наследственного или идиопатического характера (гепатолентикулярная дегенерация, болезнь Паркинсона, мозжечковые дегенерации, идиопатическая мышечная дистония).
- Психогенный тремор.

## Виды медицинского тремора

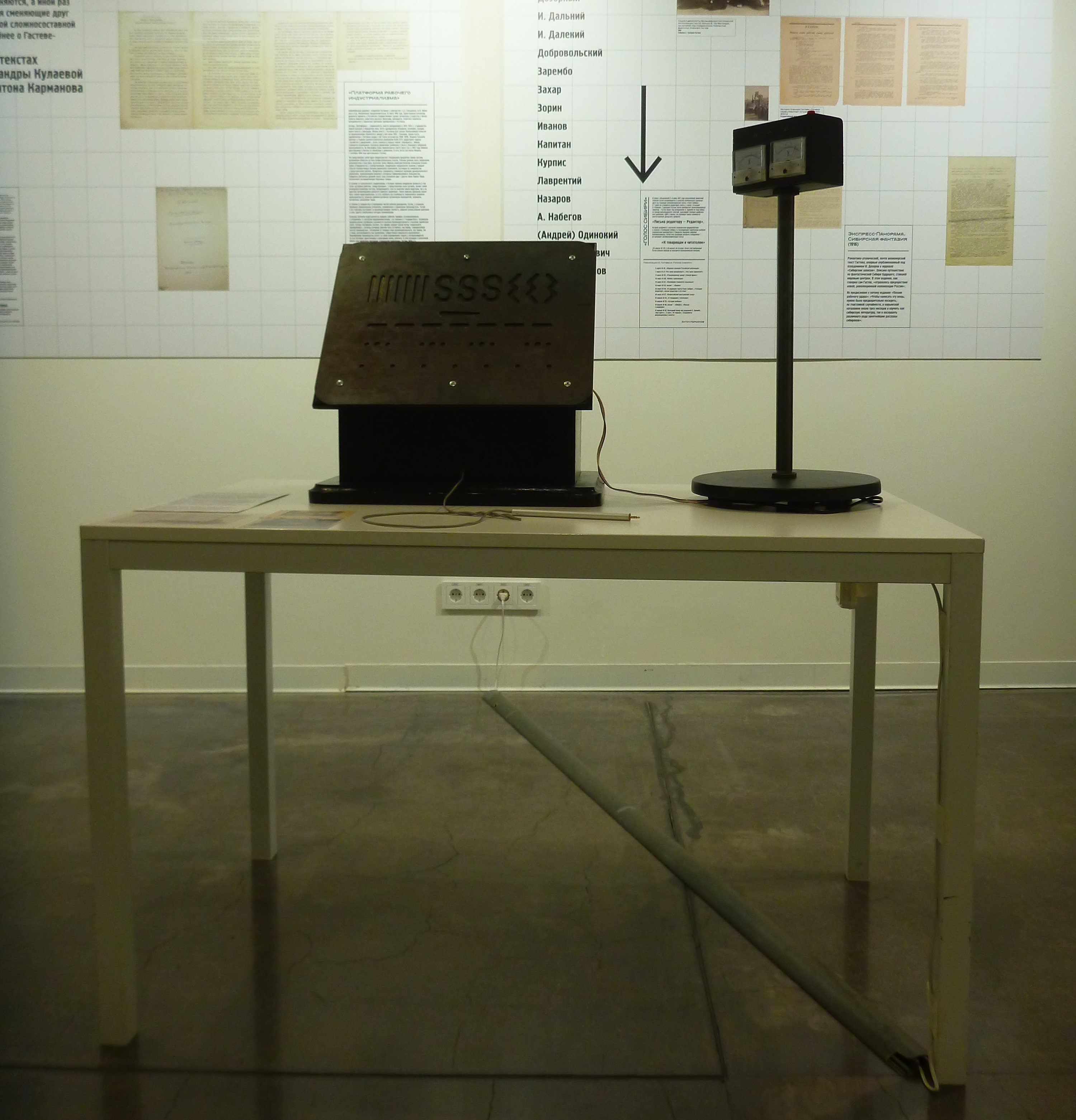
Тремометр Мёде, который использовался в советском Центральном институте труда для определения тремора. Испытуемый должен был держать изолированный штифт аппарата в отверстии или равномерно обводить щели аппарата штифтом, стараясь не дотронуться до их стенки. В случае прикосновения к стенкам отверстия на пульт поступал звуковой (световой) сигнал

Физиологический тремор — преимущественно постуральный тремор, появляющийся в руках или другой части тела (губы, шея и т. д.), обычно не ощущается человеком. Акцентуированный тремор может возникать на фоне тревоги, волнения, утомления, переохлаждения, алкогольной абстиненции, при тиреотоксикозе, феохромоцитоме, гипогликемии, отравлении ртутью, свинцом, мышьяком, окисью углерода, а также под действием ряда лекарственных средств.
Лечение акцентуированного тремора включает воздействие на основное заболевание, избегание провоцирующих факторов (снижение потребления кофе, чая).
Эссенциальный тремор — постуральный и кинетический тремор, обычно наиболее выражен в руках, чаще двусторонний, хотя иногда бывает асимметричным, является наследственным. Вместе с руками нередко вовлекаются голова, туловище, ноги, губы и голосовые связки. В четверти случаев к дрожанию могут присоединиться нарушения при письме (писчий спазм), лёгкая степень кривошеи, лёгкое повышение мышечного тонуса рук, которое никогда не усиливается до стадии ригидности, характерной для болезни Паркинсона.
Паркинсонический тремор — дрожание покоя, ослабевающее при движении, но усиливающееся в покое, при ходьбе и отвлечении внимания. Особенно характерен для болезни Паркинсона, но может проявляться и при других заболеваниях, проявляющихся синдромом паркинсонизма, например мультисистемной атрофии. Особенно часто наблюдается в руках, иногда вовлекаются ноги, подбородок, губы, но исключительно редко — голова. Часто бывает асимметричным и может довольно долго оставаться односторонним.
Мозжечковый тремор — преимущественно интенционный тремор, но иногда, особенно при рассеянном склерозе, возникает и медленный постуральный тремор, вовлекающий туловище и проксимальные отделы конечностей, иногда голову.
Рубральный (мезенцефальный) тремор или тремор Холмса — комбинация постурального и кинетического тремора с тремором покоя («тремор треморов»). Этот вид тремора чаще всего возникает при поражении среднего мозга, реже — таламуса.
Дистонический тремор — наблюдается у больных с генерализованной или фокальной дистонией и представляет собой фокальный асимметричный тремор; часто он возникает на фоне дистонической позы и усиливается при попытке больного сопротивляться тоническому гиперкинезу, но уменьшается под действием корригирующих жестов.
Невропатический тремор — постурально-кинетическое дрожание, нередко возникающее при полиневропатиях — наследственной моторно-сенсорной невропатии I типа (невральной амиотрофии Шарко-Мари-Тута), хронической воспалительной демиелинизирующей полирадикулоневропатии, диспротеинемической полиневропатии, реже при диабетической, уремической и порфирийной полиневропатиях.